# Arctia olivaceosuffusa
Arctia olivaceosuffusa är en fjärilsart som beskrevs av Smith 1958. Arctia olivaceosuffusa ingår i släktet Arctia och familjen björnspinnare. Inga underarter finns listade i Catalogue of Life.